# Europees Instituut voor gendergelijkheid
Het Europees Instituut voor gendergelijkheid (EIGE) is op 20 december 2006 opgericht als agentschap van de Europese Unie. 
Dit instituut moet de Europese instellingen en de lidstaten bijstaan bij het bevorderen van (de) gendergelijkheid op alle communautaire beleidsterreinen en bij het bestrijden van discriminatie op grond van geslacht. Het instituut zal zich tevens richten op de bewustmaking van de burgers van de Unie op deze problematiek.  